# قاي ليدر
قاي ليدر (بالإنجليزية: Guy Leader)‏ هو سياسي أمريكي، ولد في 21 أكتوبر 1887، وتوفي في 15 أكتوبر 1978. حزبياً، نشط في الحزب الديمقراطي. وقد انتخب عضو مجلس ولاية بنسيلفانيا.